# Morus (птицы)
Morus (лат.) — род морских птиц семейства олушевых.
Большие птицы чёрно-белой окраски с желтыми пятнами на голове. Крылья длинные заостренные.
Род состоит из трёх видов. Северная олуша (Morus bassanus) является крупнейшей морской птицей в Северной Атлантике, размахом крыльев достигает 2 метров. Другие два вида обитают в умеренных широтах морей, прилегающих к южной части Африки, южной Австралии и Новой Зеландии.
Орнитолог Брайан Нельсон предложил рассматривать капскую олушу, а также австралийскую олушу как аллопатричные виды надвида северной олуши. От капской олуши австралийская олуша отличается только несколько меньшим неоперившимся участком кожи вокруг глаз, более тёмной радужной оболочкой и чёрной окраской четырёх медиальных перьев хвоста. Образование гибридов с капской олушей происходит редко.